# 归真堂活取熊胆事件
归真堂活取熊胆事件，指由全国人大代表、“年度中国十大女性经济人物”邱淑花创办的钱山集团旗下企业，被揭发圈养1200头黑熊，并以被公众质疑的方式抽取黑熊胆汁。此事被余继春新浪微博曝光之后，引起了社会舆论的强烈反响。

## 事件简介
亚洲动物基金会成都龙桥黑熊救护中心一角，有多处坟头，上面刻着生卒年和出生日期，2009年埋葬了90头熊，2011年上升到111只熊。三分之一的熊死于肝癌，其余部分死于心肺衰竭和各种疾病。

### 微博曝光
云南卫视《自然密码》制片人余继春在其新浪微博曝光了这件事，并且附上血淋淋的活熊取胆视频一段：
福建的归真堂上市募资将用于年产4000公斤熊胆粉、年存栏黑熊1200头等两项目。已经省厅初查并且通过了！如果真上市，那今年就是黑熊的末日。
2012年春节，各大网络上传着反对归真堂上市的声音。

### 当事人回应
面对反对声音，作为人大代表的邱淑花十分生气，她祭出了“合法”的挡箭牌：
“养熊是林业部颁发批文，生产熊胆粉是1995年卫生部颁发药准字号，都合法。”，“可以说，如果反对我们就等于反对国家。” ， “我们的熊非常健康，又能繁殖，像在幼儿园一样非常舒服，比创始人还舒服。胆汁对它没有任何伤害。” 

2月22日，归真堂召开新闻发布会，董事长张志军在发布会上说：
“熊看起来不痛”
记者随即问道：“你又不是熊，你怎么知道熊不痛？！”遭到记者呛声的张志军勃然大怒，
“你又不是熊，你怎么知道熊痛不痛？”

### 环保组织参观
2月22日，归真堂邀请七十多位反对其上市的社会名人去现场观摩活取熊胆，社会名人没有去目睹。 7名环保人士前去参加和观摩了，贵州动物保护人士片山空观摩后向社会媒体透露他被管理员干扰，随即脱掉外衣向黑熊区下跪谢罪，记者采访时只是口念佛号“南无阿弥陀佛”。
环保非政府组织邓梦璇观摩后指出：“感觉到它（黑熊）有一阵抽动，停止进食2至3秒，胆汁出来才再开始进食，连续有两次”。
网友在观看活取熊胆的视频之后，在归真堂的新浪微博上大骂“滚”字，包括中国中央电视台主持人张泉灵也加入到其中，数万网友齐声呼唤归真堂滚蛋。

### 官方出面力挺
面对日益强大的社会力量和媒体舆论，中华人民共和国林业部发言人出面在记者招待会上先是谴责了国际媒体有失公允和不正确、不全面的报道，接着说：
香港亚洲动物基金会胁迫我国取缔养熊业，以限制熊胆粉入药，削弱中药竞争力，为西方利益集团垄断中国肝胆用药市场谋取更大利益。
公益片《月亮熊》导演涂俏反对林业部的意见：“完全是胡说！亚洲动物基金会前天开了媒体交流会，并且把我们找去，我们在现场首播了这部片子的15分钟片花。我们也曾经采访过他们，他们这些年做的事情已经被证明属公益行为，而且他们的资金也都是国外募集来的资金，尽力来救助这些可怜的动物，究竟谁是一匹‘狼’，真正了解真相的人最清楚！而且关于亚洲动物基金会都做了些什么，这些背景材料在网上都找得到，他们的这种论断纯属无稽之谈！”

## 正面评价和支持声音
2012年2月16日，中国中药协会召开新闻发布会，会长房书亭讲话中提出活熊取胆的“舒服论”和“不可替代论”力挺归真堂的活熊取胆。 他说：
熊在无管引流的过程里面，我没看出什么异样，甚至还很舒服。
2012年3月12日，中国中医科学院首席研究员曹洪、全国政协委员之望京医院骨科主任温建民、中国中医科学院针灸研究所副所长杨金生等30多个医卫政协委员向中华人民共和国全国人民代表大会提交了《正确对待‘养熊取胆’，保护中医药资源的合理利用》的提案，明确表态支持活熊取胆。

2012年3月27日，赵忠祥在《东方直播室》中接受主持人骆新提问是否赞成活熊取胆时，赵忠祥回答：
“活人献血都可以，活熊取胆怎么就不可以了呢？”，“我明确地说，我今天仍然赞成活熊取胆”，“取点胆汁也是应该的，没什么问题”。

## 负面评价和反对声音

### 中国大陆
- 2012年2月上旬，活熊取胆现场视频被上传至互联网。根据视频内容，可见在取胆时，熊疼痛难忍，撕咬自己的四肢[10]。
- 2012年2月下旬，正当关于归真堂活取熊胆事件成为舆论关注和争议的焦点时，部分网友在网络上提出其已过世的朋友的微博账号发出了在事件中支持归真堂的相关内容，随即怀疑为网络及媒体公关公司所为，其中涉嫌盗取他人的微博账号并发布信息，之后一些网络媒体也对此进行了跟进和报道。[11][12][13][14]报道中提及：|  | 新浪微博网友Raiven_s向记者介绍说，Shina719是和他在一个论坛的朋友，已于2011年11月8日因白血病离世，当时很多网友还自发的在网络上为Shina719举行了悼念活动。没想到突然看到他的微博帐号重新开始发言，还是企业的公关行为，对这种行为Raiven_s表示十分愤慨。 随后，记者根据关键词：“关于‘归真堂养殖基地’24日开放日的登记说明”在新浪微博进行搜索，发现有61条一模一样的内容，其中前两条分别有2000余次和1400余次的转发和评论。这些评论大多数都是支持归真堂的言论。 对此，有网络营销人士认为，这种情况的发生有两个可能，第一个可能是归真堂从黑客组织中购买了一些被黑客盗取的帐号进行水军营销；第二个可能是归真堂从官方直接购买了一些曾经活跃但是又长期不登录的“沉默用户”的帐号。 |

此事引起了逝者亲友及舆论的愤怒和挞伐，但被指疑与此相关的北京世纪隆文品牌管理有限公司，拒绝对此事进行澄清。大陆多家传统媒体，包括报纸、电视台等开始关注此次水军盗用逝者账号行为，同时归真堂也明确指出其本身也系水军受害者。逝者的朋友们正呼吁归真堂方面与其携手彻查此事，还逝者安宁，也还事实一真相。此事成为所谓“网络水军”恶意宣传炒作后引起反弹的又一事例，同时部分网友也对提供相关网络交流平台的运营商保护和管理个人账号的能力产生了质疑。
- 马云在阿里巴巴发出倡议书：拒绝活取熊胆，拒绝熊胆制品，拒绝在阿里巴巴卖熊胆制品。同时，阿里巴巴举行义卖，拯救黑熊；从2012年开始，定期组织员工去看被拯救的黑熊。[15] 马云在倡议书中说：有人告诉我，假如听过黑熊被活取胆汁时的惨叫声，那会是这辈子最折磨心灵的声音。宠物和野兽都有权利享受自由的生活，不应被虐待！如果我们曾经因为恐惧或贪婪过度伤害黑熊，而那些致残的黑熊只能被拯救，再难被温暖，那么，请从现在开始停止伤害，拒绝活取熊胆，拒绝熊胆制品！[15]

- 北京爱它动物保护公益基金会联名TCL董事长李东生、天使投资人薛蛮子、好利来公司总裁罗红、作家毕淑敏、歌手韩红等70位名人致函证监会，反对归真堂上市，并且幕后支持者中国中药协会就指责本基金会是“西方赞助阴谋论”道歉。[16] 其《致中国证券监督管理委员会的吁请函》中说：一是归真堂主营的熊胆业务不符合国家产业政策。国家的产业政策是不断限制野生动物入药数量，而归真堂却计划通过上市融资，扩大养熊场规模，这显然与国家倡导的产业发展方向相悖；二是随着社会各界对“活熊取胆”的强烈抵制，熊胆行业经营环境可能发生重大变化，并对归真堂的持续盈利能力构成重大不利影响；三是归真堂在最近三年内存在违法行为。卫生部和国家林业局、工商总局等机构都曾发文，对熊胆粉的应用范围做出要求。但据有关媒体报道，归真堂不顾上述国家规定，擅自出售未获得保健品批号和药品批号的熊胆茶，侵害消费者健康权，损害社会公共利益，实属违法。[16]

- 《新闻晨报》杨耕身：“反对我们就等于反对国家”，这句话不知让多少人恍然生出时空错位之感。谁是国家，谁能代表国家，而你所代表的国家为什么一定是正确而不容质疑的？这且不论，关键在于邱淑花的逻辑中，的确有将“国家”拿来陪绑的意味。我不能核实这样的一家企业，是否真的曾经拿到过有关部委的批示，但对于“国家”来说，却显然不应甘于这样的“绑架”，为某一个人所利用。[17]

- 《羊城晚报》：“抵制活熊取胆，是推己及兽的人道”。[18]

- 《新民晚报》：“‘活取熊胆’企业岂能上市融资？”[19]

- 《钱江晚报》：“力挺活熊取胆是替利益集团代言”。[20]

- 学者肖雪慧：“美丽、智慧、坚韧的动物，被取胆黑熊的痛苦和屈辱超乎人想像。抵制活熊取胆，是发乎内心之善的人道，是由人及兽的同情心。”[18]

- 著名脱口秀主持人周立波《壹周·立波秀》：“中国每年有上万头活熊被取胆。活熊取胆，从腹部强行抽取胆汁，然后再练成熊胆粉，据说这东西是养生之宝。唉，你说养生，你养生了，熊养死了，要真是死了，这也就算了，这些熊真的是非常非常可怜，叫求生不得求死不能，在这里，我希望有关部门早日取缔活熊取胆这种可怕的行径。让我们可爱的熊宝宝健康地活下去，同时也奉劝那些不法商家有些钱是不能赚的。熊是瞎子，但是大众的眼睛是雪亮的。”[21]

- 2月22日，北京爱它动物保护公益基金会向证监会提交第二份请愿信，为28位社会知名人士的联署名单[22]：

环保企业家白云峰；演员邓超；主持人戴军；演员杜玉明；企业社会责任家何智權；演员黄磊；作家老丑；主持人李艾；演员刘金山；媒体人梁宏达；导演孟京辉；演员马伊琍；演员孙俪；世界双人滑冠军申雪；演员萨日娜；歌手沙宝亮；演员孙淳；歌手汪峰；演员文章；企业家徐小平；摄影家奚志农；前美职篮球星姚明；主持人杨澜；主持人元元；世界双人滑冠军赵宏博；主持人赵普；演员张桐；作家张抗抗

- 著名哲学家周国平在其新浪博客撰文批判归真堂活取熊胆，他的博客标题写到：“活熊取胆是全体中国人的耻辱”，并在博客中引用了两位资深批评家的文章《可怜的熊妈妈和她可怜的的孩子》和《熊在中国，成了世界上命最苦的动物》。[23]

- 2月26日下午三点，十几个深圳市民在深圳市宝安北路归真堂药店高举抗议牌对归真堂进行抗议，随后，路过的群众也加入抗议人群，用在该归真堂药店门口静站的方式进行抗议。[24] 该活动组织者深圳猫网网友“多熊”向媒体说：“就像听到一个拐卖儿童的企业要上市一样震惊。”，并表述此次活动是提醒公民“活熊取胆企业的残忍、唯利是图”的本质，强烈抵制其上市。[24] 遭遇到静站抗议之后，该归真堂分店关门歇业。[24]

- 著名动物保护公益律师安翔在它基金北京梅地亚中心举办的“人工熊胆，路在何方？”研讨会上说：“熊胆不可用于任何保健食品，归真堂自认违法已有十年；国家早已规定停止零售熊胆粉，归真堂涉嫌超范围经营。”指出归真堂上市有幕后黑手，以及归真堂蒙骗中华人民共和国政府和公民，暗地里违法制作熊胆制品已经长达十年之久的历史。[25]中央社会主义学院教授莽萍在研讨会上说：“我们在活熊取胆这件事上，不仅仅是我们时代的伤痛，我觉得它是我们时代的耻辱。”，并且明确反对归真堂教授讲的“黑熊是资源”的言论，指出活熊取胆不合理，反对其上市。[26]

- 中国政法大学终身教授江平向腾讯记者说：“有些手段是很残忍的，尤其是从活熊的身上来榨取胆汁，这对熊来说是一个非常痛苦的过程。我们用这种办法来谋取商业利益，我觉得是很不人道的。”也指出该事件与禁烟事件类似，政府是做做官样文章，呼吁社会力量参与和制止活熊取胆。[27]

- 中国艺术研究院研究员梁治平说：“活熊取胆的残酷性一望即知，社会公众对这种行为的厌恶和愤概，用古人的话说，发乎天良。所以我认为，对于这样的要求，媒体应该严肃对待，相关政府机构更应当认真检讨现行政策，顺应民意，做出改变。”婉劝中华人民共和国政府早日立法禁止活取熊胆这种类似事件。[28]

- 中国社会科学院法学研究所助理研究员贺海仁指出：“活熊取胆本身就是一种恶，违反社会公德的行为，当我们对社会公德做出解释的时候，那么我认为颁发行政许可就是违法的，要求收回。”呼吁中华人民共和国政府收回赐给归真堂的保护伞。[29]

- 两会代表主持人敬一丹、中国道教协会副会长黄信阳、全国政协委员贾宝兰，主持人赵忠祥、《新民周刊》编辑胡展奋，社会名人歌手莫文蔚、张越、孙俪、王一楠纷纷在微博呼吁，“反对活熊取胆！”。[30]

- 新都亚洲黑熊救护中心饲养组组长王善海：“如果可以，我会一辈子在这儿守着它们，我们中国人90%都不知道它们可怜的故事，我要一遍遍告诉我碰到的人：我们是把动物当畜牲，罗女士他们把动物当生命。”，[31] “我要指出，我们的有关部门说建养熊厂是为了更好的保护野生的黑熊，可是送到我们这儿的黑，10%是缺胳膊的。你想一想为什么？还不是利益驱使这些场主在野外捕新熊夹断了熊膀。”[31]来自苏格兰的兽医郭慧铃说：“每一头熊能救活，都是奇迹。”[31]来自青岛志愿者王长青：“从对一种动物折磨时间与痛苦程度来说，黑熊取胆在几千年的世界历史中可以排第一，但这在中国是合法的。”[31]

- 2012年2月18日，前美职篮球星姚明和妻子叶莉前往四川新都龙桥黑熊保护中心探访黑熊，姚明在保护中心为黑熊剪了指甲并和黑熊握手；姚明在黑熊墓地向社会呼吁：“黑熊是我们大自然美丽的动物，让我们大家一起来关爱黑熊”。[32]

- 2012年2月22日，央视著名主持人赵忠祥从北京到成都北郊的“新都亚洲黑熊救护中心”探望正在抢救的黑熊，他看到伤残的黑熊，哭着说：“如此残酷活熊取胆，伤害动物，真是丢中国人的脸！”[33] 2012年2月27日，赵忠祥接受记者媒体采访，六个问题质询归真堂“活熊取胆”[33]：|  | 第一，黑熊是囯家二级保护动物，这一点我理解为应归全民所有，即共享拥有权利与保护义务。为什么某些人取了熊的胆汁，归他们自己赢利？ 第二，黑熊在野外大部分，会进入冬眠状态，放到南方养黑熊，是否不必让它有冬眠期？可以一年四季，让卖熊胆的那些人抽胆汁？据目击者称一边取胆汁一边给熊吃东西好似温情，其实喂食时黑熊，才会大量分泌胆汁。我要问不取胆汁时，是否饿着这些可怜的黑熊？ 第三，熊胆到底救过什么人？如不取熊胆，会死人或无法造福大多数中国人？我就理解取胆的人的心了。关键问题是这些个人有仁者之心吗？ 第四，活熊被插管后怎么清理创面与伤口？用什么办法防止与治疗感染？如用药会不会浸入胆汁内从而再输入到使用这些胆汁的人体内？ 第五，中国有多少只黑熊？你们把它们全用完了，我们子孙后代若确急需怎么办？ 第六：中医药几千年来在救死扶伤，保健延年，造福人类的实践中发挥了无可替代的伟大作用。当然有名医也有少数庸医和江湖骗子。用活熊取胆的人要允许当今有科学理念的人民群众了解你们的良心。可以吗？ |

- 2012年2月28日，上海纪实频道《真实第25小时》在全球独家首播纪录片《月亮熊》，揭露黑熊养殖业的黑幕和活熊取胆全过程，此片拍摄历时四年，自筹经济来源。因拍摄暴露了活熊取胆的巨额利益的黑幕，他们曾多次遭受黑熊养殖业主的百般阻挠。[34]

### 香港
- 亚洲动物基金会创始人谢罗便臣：“如果企业上市，无疑会刺激黑熊养殖业的发展。”，[1]“我们每个人都有改变自己命运的可能。选择倾听向我们传来的信息或是转身离开，将决定我们能在多大程度上改变自己与其它生命的未来。”，[31]“目前众多大养熊场主欺骗政府无管引流是‘人道的’，并大量使用假无管引流，可是中央某部门官员并不知情，也不愿意听取我们的反应。这让我很气愤与无奈。如果男性官员都是这样，我们会寻找女官员的帮助。”[31]

- 亚洲动物基金一直致力于反对归真堂的残忍牟利行为，外事总监张小海说：“我们不是针对归真堂这个企业，更不是要阻止它上市，我们是针对这个行业。我们就是反对活熊养殖业务，特别反对活熊取胆。”[35]

- 凤凰网为拯救黑熊专列栏目“活取熊胆，地狱之门为谁打开”，副标题有：“来自地狱的熊胆，生命的苦难无以复加”、“岂容良知遭践踏，一场人性的保卫战”、“谁的熊样更极致，撕下面具暴露了什么”、“斑斑血泪满归途，中国动物立法路漫漫”，严厉地谴责了归真堂活取熊胆的行为。[36]

- 2012年2月，女歌手莫文蔚探访四川龙桥黑熊保护中心，为黑熊剪指甲，并且拍摄了一部抵制熊胆制品的宣传片，她在片中说：“黑熊就是被囚禁在这样的铁笼中抽取胆汁，它们的身体遭受各种感染，并患有多种慢性疾病，很多黑熊体内都有巨大和致命的肝癌肿瘤。为了延长它们的寿命，养熊厂还给黑熊注射大量抗生素和其他药物，胆汁夹染着脓血甚至是粪便从腹部的伤口甚至肮脏生锈的铁管流入未经消毒的器皿中，这意味着您手中的熊胆制品可能已经被污染或含有同样的癌变物质，您是否清楚自己使用的熊胆制品从何而来，活熊取胆不仅危害健康，而且并没有必要，其实有超过五十种中草药和人工合成品具有和熊胆相同的功效，为了您自己的健康，请使用熊胆替代品。”[32]

### 美国
- 纽约慈善机构国际动物大赦执行长张健表示，他们近期的主要任务就是阻止归真堂在中国上市。[15]

- 美联社发布文章《熊胆制品公司上市计划引众怒》，提到中国公民在社会环保意识上面的进步，动物权益越来越受公民的重视，提及国内媒体揭露的中国黑熊活取熊胆一直被谎言笼罩。[37]

### 英国
- 英国广播公司网站发布文章《中药会称活熊取胆很舒服引起争议》，指出活取熊胆因为盈利甚多，又因为其做法在中国合法，故而愈演愈烈，同时控诉归真堂“黑熊痛苦的惨状，却让人无法忘记。”[37]